# Степновский район
Степно́вский райо́н — территориальная единица в Ставропольском крае России. В границах района образован Степновский муниципальный округ.
Административный центр — село Степное.

## География
Район находится в юго-восточной части Ставропольского края. На юге район граничит с Курским, востоке — Нефтекумским, севере — Будённовским, западе — Советским и Кировским районами.
Степновский район расположен на Терско-Кумской низменности, которая представляет собой пониженную равнину с отметками ниже 100 метров над уровнем моря. Район входит во 2-ю засушливую аэроклиматическую зону с резко континентальным климатом, для которого характерно малое количество осадков, большое испарение и преобладание восточных ветров.

## История
Степновский район образован в апреле 1924 года в составе Терского округа. Образование района утверждено декретом ВЦИК от 2 июня 1924 года (ГАСК, ФР-1161,оп. −1д. 168 п. 44).
Постановлением президиума Терского окрисполкома от 16 декабря 1924 года районный центр из села Соломенского перенесён в село Степное и Соломенский район переименован в Степновский. Президиум ВЦИК утвердил это постановление исполкома 4 февраля 1926 года.
В 1925 году в состав Степновского района входили следующие сельские Советы и населённые пункты: Курской, Соломенский, Степновский, Эдиссейский, х. Андреевский, Колонии, Ольгино и Романовская переданы из Соломенского в Степновский сельский Совет.
На основании постановления Президиума Терского окрисполкома от 28 сентября 1925 года в районе образовано 4 новых сельсовета: Андреевский, Ольгинский, Надежденский, Эйгенгельский. Разукрупление сельских советов утверждено административной комиссией ВЦИК 1 января 1926 года.
4 января 1926 года на основании постановления Степновского райисполкома образован хутор Курско-Восточный, включённый в состав Курского сельского Совета.
Постановлением Президиума ВЦИК от 26 марта 1926 года немецкие колонии: Рейфельд, Шейнфельд, Фриденталь, Эбенталь и х. Привольный Архангельского района и колония Вайценфельд Прохладненского района переданы в состав Степновского района, этим же постановлением в Степновском районе образован Эбентальский сельский Совет, в его состав вошли колонии: Эбенталь, Фриденталь, Райнфельд, Шейнфельд и х. Привольный.
На 1 января 1927 года в состав района входили следующие сельские Советы: Андреевский, Курский, Надежденский, Ольгинский, Соломенский, Степновский, Эбентальский, Эдиссейский, Эйгенгельский:71.
На основании постановления Президиума окрисполкома от 30 мая 1927 года посёлок Ново-Павловский, Марьяновского сельского Совета Архангельского района передан Эгентальскому сельскому Совету Степновского района.
Постановлением Терского окрисполкома от 5 декабря 1927 года в Степновский район передан Сухопадинский сельский Совет из Воронцово-Александровского района.
23 апреля 1928 года Марьяновский сельский Совет передан из Архангельского района в Степновский район, хутор Попова и посёлок Гороко-Балковский из Орловского сельского Совета Прикумского района переданы в состав Марьяновского сельского Совета Степновского района.
В 1928 году в состав района входили 11 сельский Советов: Андреевский, Курской, Марьяновский, Надежденский, Ольгинский, Соломенский Степновский Сухопадинский, Эбентальский, Эдиссейский, Эйгенгемский.
Постановлением ВЦИК 21 января 1929 года Степновский район упразднён. Сельские Советы: Андреевский, Марьяновский, Соломенский, Степновский, Сухопадинский, Эбентальский, со всеми населёнными пунктами переданы в состав Воронцово-Александровского района, сельские Советы: Курской, Надежденский, Эдиссейский, переданы в Моздокскому району, сельский Совет Эйгенгейский включён в состав Прохладненского района.
На основании постановления ВЦИК от 23 января 1935 года вновь образован Степновский район, в его состав входили следующие сельские Советы: Андреевский, Варениковский, Марьяновский, Никольский, Ольгинский, Соломенский, Степновский, Сухопадинский, Эбентальский.
10 января 1943 года (по другим данным 7 января 1943 года) район освобождён от немецко-фашистских захватчиков.
Указом Президиума Верховного Совета РСФСР от 10 августа 1949 года в районе переименованы следующие населённые пункты Ольгинского сельского Совета: колония Карлсфельд в селение Зелёная Роща, колония Винфельд — в селение Короткое, колония Нейдорф — в селение Далёкое, колония Нейфельд — в селение Сухое, колония Рейнфельд — в селение Садовое, колония Шейнфельд — в селение Северное, колония Эбенталь — в селение Советское.
14 января 1952 года в Ставропольский край из Астраханской области передан одноимённый Степновский район, который сразу же был переименован в Степной (ныне — Целинный район Калмыкии).
На основании Указа Президиума Верховного Совета РСФСР от 18 июня 1954 года в районе объединены Варениковский, Марьяновский, Никольский сельские Советы в один — Варениковский, Ольгинский, Соломенский, Сухопадинский, в один — Соломенский.
Указом Президиума Верховного Совета РСФСР от 30 сентября 1958 года Степновский район был упразднён. Все сельские Советы с населёнными пунктами переданы в состав Воронцово-Александровского района.
Вновь образован Степновский район на основании Указа Президиума Верховного Совета РСФСР от 3 апреля 1972 года. Решением крайисполкома от 5 апреля 1972 года в состав Степновского района включены: Андреевский, Варениковский, Соломенский, Степновский сельские Советы Советского района, Богдановский сельский Совет Курского района и Иргаклинский сельский Совет Нефтекумского района. На основании решения крайисполкома от 5 апреля 1972 года Андреевский сельский Совет переименован в Верхнестепновский.
В 1985 году в Степновском районе выделено 20 км² земли для восстановления ценных видов растений и животных, создан Иргаклинский заказник.
16 марта 2020 года муниципальные образования Степновского района были объединены в Степновский муниципальный округ.

## Население
| 1926    | 1939    | 1979    | 1989    | 1990    | 1991    | 1992    | 1993    | 1994    | 1995    | 1996    |
| ------- | ------- | ------- | ------- | ------- | ------- | ------- | ------- | ------- | ------- | ------- |
| 26 893  | ↘24 375 | ↘18 489 | ↗19 609 | ↗19 973 | ↗20 532 | ↗21 133 | ↗22 039 | ↗22 742 | ↗23 044 | ↗23 149 |
| 1997    | 1998    | 1999    | 2000    | 2001    | 2002    | 2003    | 2004    | 2005    | 2006    | 2007    |
| ↘23 131 | ↗23 293 | ↗23 356 | ↗23 415 | ↘23 405 | ↘23 315 | ↘23 290 | ↘23 115 | ↘23 013 | ↘22 865 | ↘22 757 |
| 2008    | 2009    | 2010    | 2011    | 2012    | 2013    | 2014    | 2015    | 2016    | 2017    | 2018    |
| ↘22 596 | ↗22 718 | ↘22 192 | ↘22 146 | ↘21 978 | ↘21 954 | ↘21 740 | ↘21 471 | ↘21 283 | ↗21 380 | ↘21 337 |
| 2019    | 2020    | 2021    | 2023    | 2024    | 2025    |         |         |         |         |         |
| ↘21 282 | ↘21 194 | ↘20 717 | ↘20 544 | ↘20 369 | ↘20 152 |         |         |         |         |         |

Гендерный состав
По итогам переписи населения 2010 года проживали 10 565 мужчин (47,61 %) и 11 627 женщин (52,39 %).

### Национальный состав
По итогам переписи населения 2010 года проживали следующие национальности (национальности менее 1 %, см. в сноске к строке «Другие»):
| Национальность | Численность | Процент |
| -------------- | ----------- | ------- |
| Русские        | 13 881      | 62,55   |
| Даргинцы       | 2985        | 13,45   |
| Ногайцы        | 1651        | 7,44    |
| Аварцы         | 803         | 3,62    |
| Армяне         | 512         | 2,31    |
| Чеченцы        | 388         | 1,75    |
| Грузины        | 288         | 1,30    |
| Кумыки         | 287         | 1,29    |
| Табасараны     | 241         | 1,09    |
| Другие         | 1156        | 5,21    |
| Итого          | 22 192      | 100,00  |

По итогам переписи населения 2020 года проживали следующие национальности (национальности менее 1 % и другое, см. в сноске к строке «Другие»):
| Национальность | Численность, чел. | Доля     |
| -------------- | ----------------- | -------- |
| Русские        | 12 183            | 58,81 %  |
| Даргинцы       | 3707              | 17,89 %  |
| Ногайцы        | 1819              | 8,78 %   |
| Аварцы         | 716               | 3,46 %   |
| Чеченцы        | 484               | 2,34 %   |
| Армяне         | 425               | 2,05 %   |
| Грузины        | 279               | 1,35 %   |
| Другие         | 1104              | 5,33 %   |
| Итого          | 20 717            | 100,00 % |

## Муниципально-территориальное устройство до 2020 года
С 2004 до марта 2020 года в район входили семь сельских поселений:
| № | Сельские поселения          | Административный центр | Количество населённых пунктов | Население | Площадь, км2 |
| - | --------------------------- | ---------------------- | ----------------------------- | --------- | ------------ |
| 1 | село Соломенское            | село Соломенское       | 1                             | ↘2404     | 214,50       |
| 2 | Богдановский сельсовет      | село Богдановка        | 3                             | ↗2045     | 306,10       |
| 3 | Варениковский сельсовет     | село Варениковское     | 4                             | ↘1773     | 274,90       |
| 4 | Верхнестепновский сельсовет | посёлок Верхнестепной  | 4                             | ↘2025     | 238,66       |
| 5 | Иргаклинский сельсовет      | село Иргаклы           | 3                             | ↗4298     | 278,80       |
| 6 | Ольгинский сельсовет        | село Ольгино           | 2                             | ↘2788     | 221,00       |
| 7 | Степновский сельсовет       | село Степное           | 4                             | ↘5861     | 308,97       |

## Населённые пункты
Распределение населения района:
 Степное  (28,03 %) Иргаклы  (19,23 %) Соломенское (10,83 %) Ольгино  (8,08 %) Верхнестепной (6,60 %) Остальные (27,23 %)
В состав территории района входит 21 населённый пункт.
| №  | Населённый пункт | Тип     | Население | Муниципальное образование   |
| -- | ---------------- | ------- | --------- | --------------------------- |
| 1  | Богдановка       | село    | ↘1405     | Богдановский сельсовет      |
| 2  | Варениковское    | село    | ↘1100     | Варениковский сельсовет     |
| 3  | Верхнестепной    | посёлок | ↘1331     | Верхнестепновский сельсовет |
| 4  | Восточный        | хутор   | ↘400      | Степновский сельсовет       |
| 5  | Зелёная Роща     | село    | ↘1100     | Ольгинский сельсовет        |
| 6  | Иргаклы          | село    | ↘3876     | Иргаклинский сельсовет      |
| 7  | Коммаяк          | хутор   | ↗300      | Богдановский сельсовет      |
| 8  | Левопадинский    | хутор   | ↗200      | Степновский сельсовет       |
| 9  | Никольское       | село    | ↘400      | Варениковский сельсовет     |
| 10 | Новоиргаклинский | посёлок | ↘200      | Иргаклинский сельсовет      |
| 11 | Новоникольский   | хутор   | ↗300      | Варениковский сельсовет     |
| 12 | Озёрное          | село    | ↗400      | Верхнестепновский сельсовет |
| 13 | Ольгино          | село    | ↘1629     | Ольгинский сельсовет        |
| 14 | Ровный           | хутор   | ↗200      | Верхнестепновский сельсовет |
| 15 | Садовый          | хутор   | ↘41       | Варениковский сельсовет     |
| 16 | Северный         | хутор   | ↘200      | Верхнестепновский сельсовет |
| 17 | Согулякин        | хутор   | ↘50       | Иргаклинский сельсовет      |
| 18 | Соломенское      | село    | ↘2183     | село Соломенское            |
| 19 | Степное          | село    | ↗5649     | Степновский сельсовет       |
| 20 | Сунженский       | хутор   | ↗300      | Богдановский сельсовет      |
| 21 | Юго-Восточный    | хутор   | ↘11       | Степновский сельсовет       |

### Упразднённые населённые пункты
Сёла Марьяновка (также Мариановка, № 7), Нейдорф/Neudorf, Правобережное, хутора Андреевский, Арарат (также Араратский), Надежда, Новокиевский.

## Органы власти
Председатель районного совета
- Литвиненко Александр Николаевич. Срок полномочий 5 лет[46]

Главы Администрации муниципального района
- Алексей Николаевич Семенюк (погиб 23.10.2012 года)[47]
- Василий Павлович Панченко — и. о. Главы администрации района[48]
- Сергей Викторович Лобанов (с марта 2013)[49]

## Экономика
СПК "Племзавод «Восток» — крупнейший и единственный племенной завод России по разведению Северокавказской мясошерстной породы овец. Организован в 1921 году как совхоза № 3.

## Люди, связанные с районом
На Доску почёта «Честь и гордость Степновского муниципального района Ставропольского края» занесены:
- Ванин Е. Н.
- Грецкий В. И.
- Ковалёва Т. Д.
- Кокарева Л. В.
- Коломийц Т. К.
- Костюк А. М.
- Лобанов П. В.
- Николаенко П. И.
- Песчанский В. Д.
- Раков М. А.
- Стокозов Н. И.
- Терещенко, Николай Дмитриевич — дважды Герой Социалистического Труда
- Фомин М. Г.
- Шиянов А. А.
- Шерстобитов В. А.

Герой труда Ставрополья
- Шурховецкий Анатолий Аркадьевич (3.05.1960), тракторист фермы № 2 племенного завода «Восток», Заслуженный работник сельского хозяйства РФ, Герой труда Ставрополья[14]